# Environnement organisationnel
L’environnement organisationnel dans une entreprise ou une organisation comprend tous les éléments et changements externes qui peuvent avoir une incidence directe ou indirecte, positive ou négative, sur l'entreprise ou l’organisation. Ces changements concernent les clients, les fournisseurs, les concurrents, les marchés, l’économie, la politique, les nouvelles technologies, les profils démographiques.